# Liburna

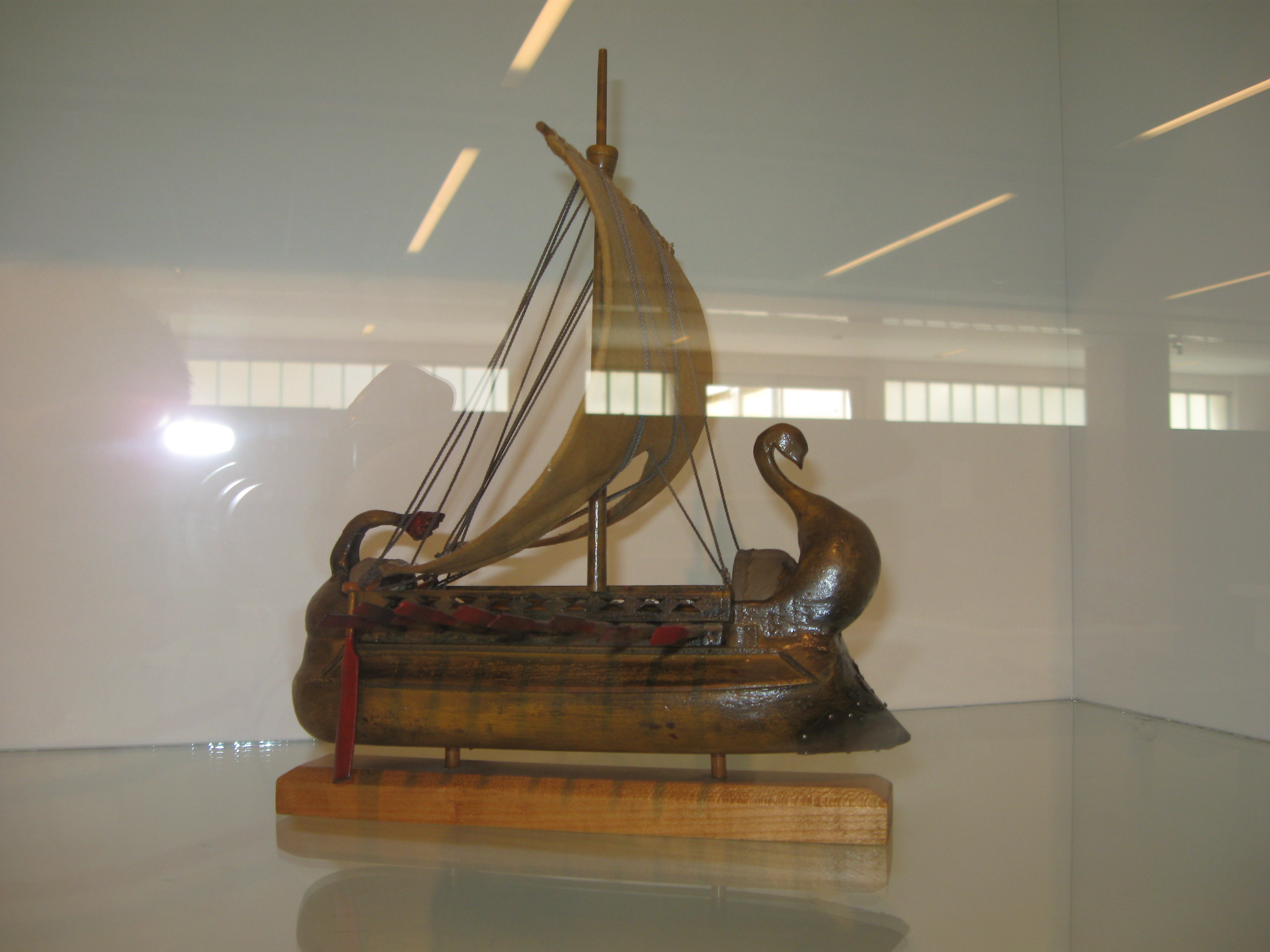
Model liburny (Muzeum Archeologiczne w Zadarze)

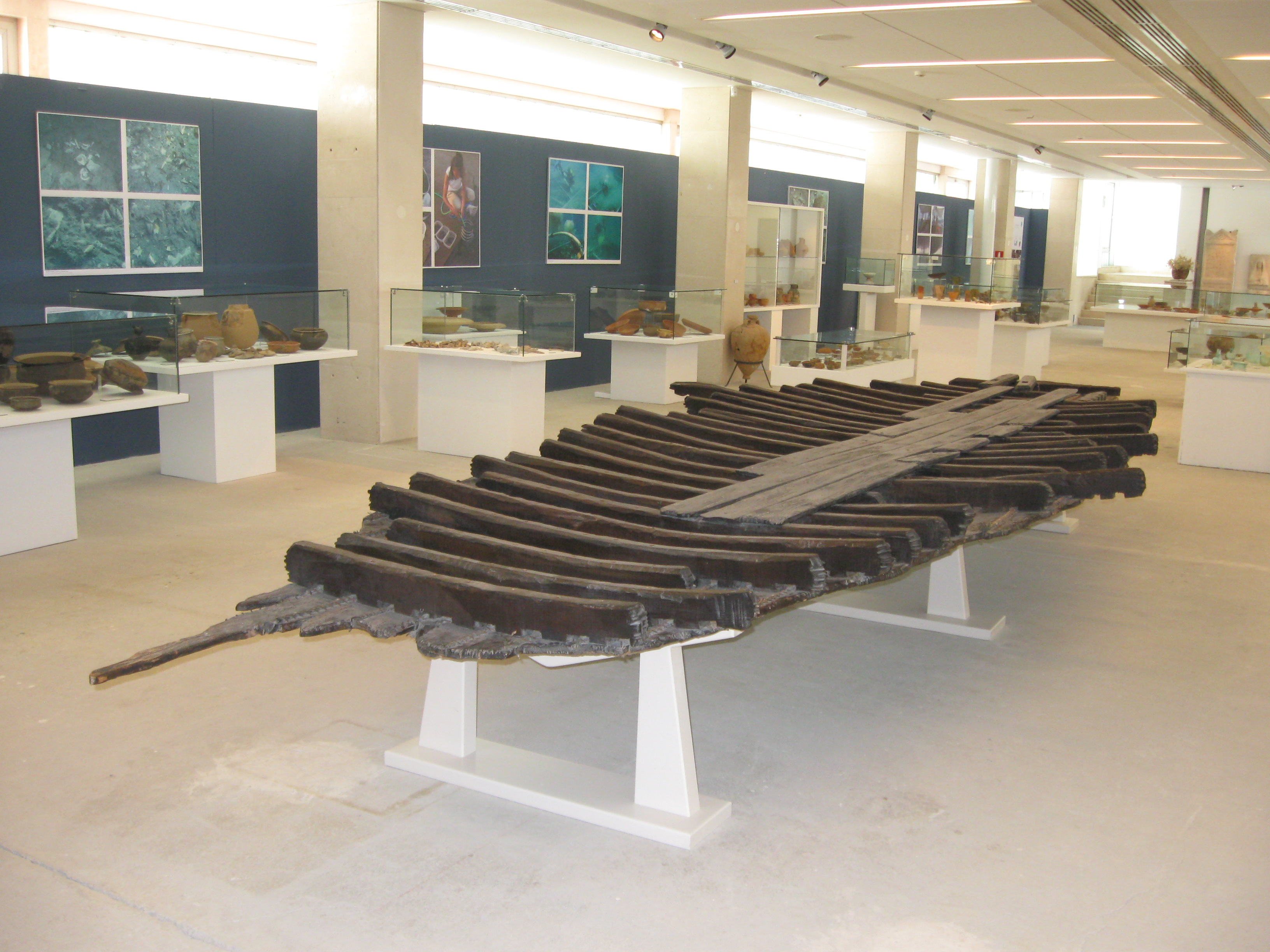
Szczątki dna z kadłuba liburny eksponowane w Muzeum Archeologicznym w Zadarze

Liburna, liburnica (łac. navis Liburnae, stgr. λιβυρνίς lub λιβυρνόν) – typ lekkiego okrętu rzymskiego z dwoma rzędami wioseł, o wydłużonym, wąskim kadłubie i niewielkiej wyporności. 
Jego pierwowzór stanowiły szybkie i zwrotne okręty Liburnów, iliryjskiego plemienia z wybrzeża dalmatyńskiego, trudniącego się piractwem. Wprowadzone do floty rzymskiej w I wieku p.n.e., okręty te po raz pierwszy licznie użyte zostały w bitwie pod Akcjum.
Liburny nie miały pełnego pokładu, a jedynie wąski pomost łączący kryty dziób z krytą rufą. Charakterystyczna była niewielka kabina rufowa przeznaczona dla sternika i oficerów. Zależnie od wielkości liburny, załoga składała się z 50-80 wioślarzy i 30-50 żołnierzy. 
Ze względu na małe wymiary i dużą manewrowość liburny stosowano głównie jako jednostki zwiadowcze, choć źródła informują też o ich udziale w wielkich bitwach. Były używane w całym imperium rzymskim, nie tylko na morzu, ale też we flotyllach rzecznych, np. na Nilu, Renie i Dunaju. 
Według źródeł historycznych o niejednolitej terminologii, liburnami nazywano każdy rzymski okręt, od birem do galer sześciorzędowych. Za czasów Augusta nawet okazałe liburny były uważane za jednostki niewielkie i szybkie w porównaniu z niezwrotnymi okrętami Antoniusza walczącymi pod Akcjum. Według Pliniusza miały ostry dziób stawiający możliwie najmniejszy opór falom.